# Mistshenkoana ornata
Mistshenkoana ornata är en insektsart som beskrevs av Andrej Vasiljevitj Gorochov 2007. Mistshenkoana ornata ingår i släktet Mistshenkoana och familjen syrsor. Inga underarter finns listade i Catalogue of Life.